# Xestia punctata
Xestia punctata là một loài bướm đêm trong họ Noctuidae.